# Los Halcones
Los Halcones (em português "Os Falcões") foi um grupo paramilitar mexicano responsável pela Matança de Corpus Christi —  evento também conhecido como El Halconazo. Os eventos foram um conjunto de fatos ocorridos na Cidade do México no dia 10 de junho de 1971 (dia de Corpus Christi) quando uma manifestação estudantil em apoio aos estudantes de Monterrey foi reprimida violentamente pelo grupo paramilitar a serviço do Estado.
Foram assassinados a tiros mais de 225 jovens entre 14 e 22 anos. Poucos dias depois, renunciaram a seus cargos o regente Alfonso Martínez Domínguez e o Chefe da Polícia Rogelio Flores Curiel.
O então presidente mexicano Luis Echeverría Álvarez procurou se desvincular dos fatos e a situação nunca se esclareceu, com o possível envolvimento sempre negado oficialmente. Ninguém foi responsabilizado pelos fatos sangrentos, assunto que sequer foi levado à Justiça.

## Antecedentes
Desde seus primeiros dias de governo, o presidente Luis Echeverría Álvarez anunciou reformas para abertura democrática no país. Imediatamente, permitiu o retorno de alguns líderes do movimento estudantil de 1968 exilados no Chile, bem como libertou muitos outros presos políticos (em abril de 1971, a imprensa falava das próximas reformas educacionais e de personagens como José Revueltas e Heberto Castillo que, presos por dois anos, logo reapareceram na cena política).
Os estudantes estavam entusiasmados e acreditavam que teriam oportunidade de voltar às ruas para se manifestar contra o governo. O conflito na Universidad Autónoma de Nuevo León deu-lhes mais uma razão para fazê-lo: no final de 1970, professores e alunos da universidade apresentaram uma lei orgânica que propunha um governo de paridade, e em 20 de fevereiro de 1971 Héctor Ulises Leal Flores chegou à reitoria ao abrigo da nova lei.
O governo estadual, em desacordo, reduziu drasticamente o orçamento, o que incomodou os universitários, e obrigou o Conselho Universitário a aprovar um novo projeto de lei que praticamente aboliu a autonomia da instituição. Os universitários começaram uma greve para a qual solicitaram solidariedade às demais universidades do país. A Universidade Nacional Autônoma do México e o Instituto Politécnico Nacional imediatamente responderam e os estudantes convocaram uma manifestação em massa para o dia 10 de junho.
em 30 de maio, o governador de Nuevo León, Eduardo A. Elizondo Lozano, renunciou como parte do programa de conciliação da Secretaría de Educación Pública, e em 5 de junho entrou em vigor uma nova lei orgânica que resolvia o conflito. No entanto, os estudantes das capitais decidiram continuar a se manifestar, ainda que as demandas não fossem bem claras. O Comitê de Coordenação da Luta estava dividido e havia quem pensava que a marcha era inútil e só provocaria o governo. Mas a maioria apoiou, argumentando que havia muitos problemas ainda a resolver. Reinvidicava-se de 500 milhas de mar territorial até a efetividade na abertura democrática prometida por Echeverría. Era também uma oportunidade para que o governo mostrasse que não seria repressor como o que o antecedeu (Gustavo Díaz Ordaz). Nos dias anteriores à manifestação, que se pretendia pacífica, muitos agentes milicianos começaram a patrulhar os arredores do Casco de Santo Tomás.

## O 10 de junho
A marcha começaria no Casco de Santo Tomás e percorreria as avenidas Carpio e dos Maestros, sairia à calzada México-Tacuba e se dirigiria finalmente ao Zócalo capitalino. As ruas que desembocavam na avenida dos Maestros estavam bloqueadas por granadeiros e agentes milicianos, os quais impediam a marcha dos estudantes. Também foram mantidos tanques antimotins ao largo da avenida Melchor Ocampo, junto com carros do Exército, que se estacionaram próximo do Colegio Militar, e veículos dos granadeiros com um enorme contingente policialesco no cruzamento das avenidas Melchor Ocampo e San Cosme.
A tropa de choque treinada pela Dirección Federal de Seguridad e a CIA, conhecida como "Los Halcones", que chegou em camionetes, caminhões e veículos de granadeiros, atacou brutalmente os estudantes desde as ruas vizinhas da avenida dos Maestros depois que os granadeiros abriram suas filas. Os paramilitares estavam armados com varas de bambu, tacos e bastões de kendo, pelo que a princípio foram facilmente repelidos pelos alunos. Em um contra-ataque, porém, os Halcones agrediram os manifestantes não apenas com seus porretes, mas com armas de fogo de alto calibre. Os estudantes, por sua vez, tentaram inutilmente se esconder dos milicianos armados. A polícia não interviu, permanecendo como espectadora, permitindo o massacre.
O tiroteio se prolongou por vários minutos, durante os quais alguns veículos davam apoio logístico ao grupo paramilitar, dotando-o com armas e transportes improvisados, como automóveis privados, camionetes, patrulhas policiais e inclusive uma ambulância da Cruz Verde. Os feridos foram levados ao Hospital Rubén Leñero, o que se mostrava inútil, pois os Halcones chegaram a ir ao hospital para concluir a execução, entrando até mesmo nas salas de cirurgia, intimidando os internos e a equipe médica. O número de mortos foi de cerca de 120, entre eles um garoto de apenas quatorze anos: Jorge Callejas Contreras.
À noite, tropas do exército fizeram a proteção do Palacio Nacional e o presidente, Luis Echeverría, anunciou uma investigação sobre a matança, garantindo que puniria os culpados. Alfonso Martínez Domínguez, regente da cidade, e Julio Sánchez Vargas, procurador geral, negaram que havia Halcones, e os chefes policiais acusaram os estudantes de terem criado grupos extremistas dentro de seu próprio movimento, os quais teriam atacado seus próprios companheiros. Passou-se uma semana até que o coronel Manuel Díaz Escobar (então subdiretor de Serviços Gerais do Departamento do Distrito Federal) concordou que havia Halcones, mas não os envolveu no massacre.
O alto número de jornalistas agredidos e de evidência gráfica dos fatos fez com que a imprensa entrasse em contradição com a versão oficial do governo. Alfonso Martínez Domínguez entregou sua renúncia a Echeverría em 15 de junho, pois estava convencido de que os manifestantes haviam sido provocados, entre outras coisas, para que o governo tivesse um pretexto para atacar. Durante anos, Martínez Domínguez receberia o apelido popular de "dom Halconso" (era conhecido como dom Alfonso), em alusão à matança.
O terrível saldo da manifestação desestimulou o ativismo de muitos estudantes, mas também propiciou que outros se radicalizassem, dando origem às organizações guerrilheiras urbanas. Os estudantes em 1971 demandaram especialmente a democratização do ensino, o controle do orçamento universitário por alunos e professores e que este representassem 12% do PIB, assim como a liberdade política para trabalhadores, campesinos, estudantes e intelectuais, para que pudessem gozar de liberdades democráticas reais e pudessem controlar o regime social; educação de qualidade para todos, em especial para campesinos e trabalhadores, e maior importância e respeito à diversidade cultural mexicana; estrita abertura democrática, apoio à política sindical dos trabalhadores e fim da repressão por parte do governo. Aquelas e outras reivindicações da oposição começariam a ser canalizadas anos depois através da Reforma Política de 1977, impulsionada por José López-Portillo nas entranhas do regime, o que cessaria a razão das guerrilhas e da clandestinidade política.
Los Halcones tinham sido criados ao final dos anos 60 para evitar o crescimento de outros movimentos populares de expressão como o movimento estudantil no México de 1968. Sua primeira participação se deu em 2 de outubro de 1969, no primeiro aniversário do movimento de 1968, chamado matança de Tlatelolco. O governo informou que na capital havia um destacamento especial criado para a segurança do recém-inaugurado Metrô da Cidade do México. Ignorava-se o verdadeiro nome do grupo de choque e muito menos seu verdadeiro propósito. Acredita-se que seu líder foi Miguel Nazar Haro, que torturou o fotógrafo Lenin Salgado. Seria a polícia política de Echeverría.
Os integrantes dos Halcones eram identificados por codinomes e seus integrantes eram muito variados. Os mais jovens vinham de clubes desportivos. Outros eram articuladores nas universidades, criados para contrapor e vigiar os estudantes de tendência esquerdista (depois do Halconazo, seu número se incrementou exponencialmente); alguns eram militares, os quais eram referidos como "professores" ou "paisanos" (estes últimos tinham a seu mando dezenas de outros Halcones, e a grande maioria eram "veteranos" da matanza de Tlatelolco) e outros mais, membros de gangues liberados das prisões com a promessa de ter um retorno financeiro ao se unir ao destacamento paramilitar.
Até hoje se desconhece se há infiltração de halcones nas escolas.

## Caso legal e consequências
Durante anos, vários grupos guerrilheiros planejaram ataques para "vingar" às vítimas do massacre, uma das justificativas para atentar contra a propriedade privada ou as forças governamentais. Em 2005, se debateu no México se os delitos cometidos deveriam considerar-se prescritos ou se podiam ainda ser julgados os eventuais responsáveis, já que para alguns a responsabilidade de Echeverría nunca ficou clara, por estar protegido pela Lei.
Em 29 de novembro de 2006, se declarou responsabilidade a Luis Echeverría Álvarez, assim como foi efetuado sua prisão formal pelos fatos, revogando a decisão de 8 de julho que tinha declarado prescritos os delitos de genocídio. Em 2009, Luis Echeverría foi inocentado, por não se encontrar provas suficientes de sua responsabilidade.